# 奥兹新堡
奥兹新堡（法語：Châteauneuf-d'Oze，法語發音：[ʃatonœf doz]）是法国上阿尔卑斯省的一个市镇，属于加普区。

## 地理
奥兹新堡（44°30'42"N, 5°51'53"E）面积26.23 平方千米，位于法国普罗旺斯-阿尔卑斯-蓝色海岸大区上阿尔卑斯省，该省份为法国东南部内陆省份，北起萨瓦省，西北接伊泽尔省，西南接德龙省，南至上普罗旺斯阿尔卑斯省，东北部与意大利接壤。
与奥兹新堡接壤的市镇（或旧市镇、城区）包括：埃斯帕龙、菲尔梅耶、芒泰耶、蒙莫尔、佩洛捷、圣欧邦多兹、锡戈耶、韦讷。
奥兹新堡的时区为UTC+01:00、UTC+02:00（夏令时）。

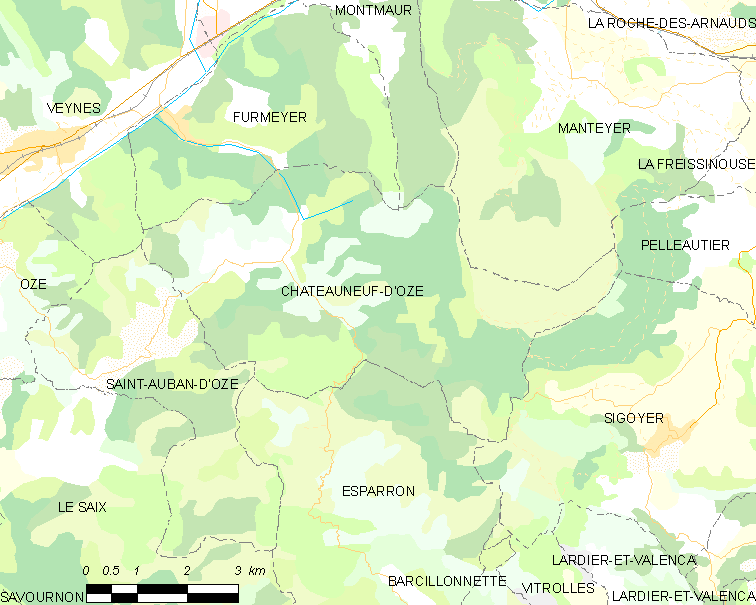
奥兹新堡的OSM定位图

## 行政
奥兹新堡的邮政编码为05400，INSEE市镇编码为05035。

## 政治
奥兹新堡所属的省级选区为韦讷县。

## 人口

1962-2008年间奥兹新堡人口变化图示

奥兹新堡于2022年1月1日时的人口数量为30人。